# Russkaja
La Russkaja (in russo Русская?) è un fiume della Siberia Occidentale, affluente di destra del fiume Taz. che scorre nel Tazovskij rajon del Circondario autonomo Jamalo-Nenec e nel Turuchanskij rajon del Territorio di Krasnojarsk, in Russia.
Il fiume proviene da un lago senza nome a un'altitudine di 76 metri sul livello del mare e scorre attraverso la parte nord-orientale del bassopiano della Siberia occidentale.
La sua lunghezza è di 280 km, l'area del bacino è di 5 140 km². Sfocia nel Taz a 190 km dalla foce. Ci sono circa 720 fiumi e torrenti nel bacino del fiume, compresi cinque fiumi lunghi oltre 50 km, i principali affluenti sulla sinistra sono: Tukolanda, Churičangda, Tagul.